# 畠中信夫
畠中 信夫（はたけなか のぶお，1943年 - ）は、日本の労働官僚。退職後、白鷗大学教授などを歴任。

## 経歴
1968年中央大学法学部卒業、同年労働省入省、在ジュネーブ国際機関日本政府代表部参事官、北海道労働基準局長、中央労働委員会事務局次長、日本労働研究機構理事、労働保険審査会委員等を歴任。
その後、白鷗大学法学部教授。
労働官僚として労働安全衛生法、作業環境測定法等の法案作成に深く関わった。

## 主な著作
- 「労働安全衛生法の形成とその効果」（日本労働研究雑誌，2000年1月）
- 『労働安全衛生法令を読みこなす』（中災防新書，2012年）
- 『労働安全衛生法のはなし』（中災防ブックス，2019年）
- 『法令読解ノート』（全国労働基準関係団体連合会，2015年）